# Роберт Ланца
Роберт Поль Ланца (англ. Robert Paul Lanza; народився 11 лютого 1956 р.) — американський лікар, вчений, головний науковий співробітник компанії «Ocata Therapeutics», попередня назва якої - «Advanced Cell Technology» та ад'юнкт-професор в Інституті регенеративної медицини (Institute for Regenerative Medicine) Медичної школи Університету Вейк Форест (Wake Forest University School of Medicine).

## Ранні роки життя та освіта
Народився у м. Бостон (штат Массачусетс), виріс південніше - у м. Стоутон (Stoughton). На початку займався генетикою курей, після чого змінив напрям наукових досліджень. Його наукові напрацювання привернули увагу дослідників з Медичної школи Гарварда (Harvard Medical School). Протягом наступних десяти років роботою Ланца керували Дж. Солк, Б. Ф. Скиннер, та К. Барнард.
Навчався у Пенсильванському університеті, де отримав ступінь бакалавра і доктора медицини. Під час навчання отримував стипендію Бенджаміна Франкліна та університетську стипендію, також отримував стипендію Фулбрайта. Живе у м. Клінтон (штат Массачусетс).

## Кар'єра

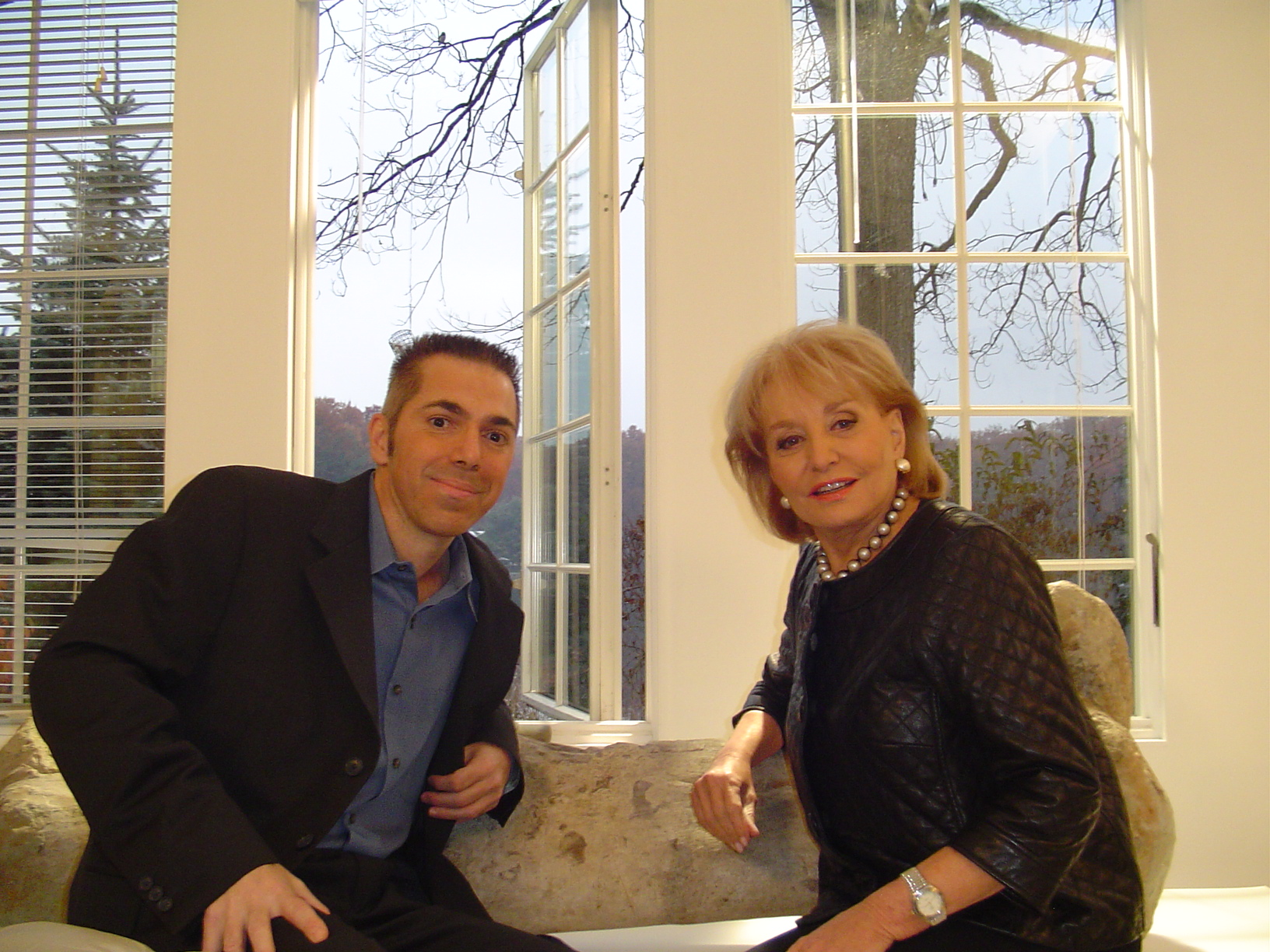
Р. П. Ланца
дає інтерв'ю Б. Волтерс
у 2007 р.

### Дослідження стовбурових клітин
Р. П. Ланца був членом наукового колективу, який вперше у світі клонував ембріони людини на ранній стадії, а також вперше успішно створив стовбурові клітини зі зрілих клітин, використвуючи соматичний переніс ядра соматичної клітини («терапевтичне клонування»).
Р. П. Ланца продемонстрував, що методи, які використовуються у передімплантаційній генетичній діагностиці, можна використовувати для створення ембріональних стовбурових клітин без умертвіння ембриону.
У 2001 р. він був першим, хто клонував гаура (один з видів тварин, які знаходяться під загрозою зникнення), а у 2003 р. він також клонував бантенга (ще один вид під загрозою) з заморожених клітин шкіри тварини, яка померла в зоопарку Сан-Дієго приблизно за чверть століття до цього.
Р. П. Ланца з колегами вперше продемонстрував, що пересадку ядра можна використовувати для зупинення процесу старіння та для створення імунологічно сумісних тканин, включи створення першого органу, вирощеного в лабораторії із клональних клітин.
Р. П. Ланца показав можливість створення функціональних, здатних переносити кисень червонокрівці з ембріональних стовбурових клітин за умов, які підходять для відтворення у лікарні. Потенційно, такі клітини крові можуть бути джерелом «універсальної» крові.
Група, що працює під керівництвом Р. П. Ланца, відкрила спосіб отримання функціональних гемангіобласт (популяція клітин «швидкої допомоги») з ембріональних стовбурових клітин людини. У тварин ці клітини швидко відновлювали попошкоджені судини, вдвічі понижуючи рівень смертності після інфаркту і налагоджуючи кровотік до ішемізованої кінцівки, яку в інших випадках слід було ампутувати.
Р. П. Ланца і група дослідників Гарвардського університету, очолювана Кванг-Су Кімом (Kwang-Soo Kim), повідомили також про створення безпечної технології, яка дозволяє отримувати індуковані плюрипотентні стовбурові клітини  (iPS). ІПСК людини були отримані з клітин шкіри за допомогою прямої доставки білків. Таким чином, небезпечні ризики, пов'язані з генетичними і хімічними маніпуляціями, було виключено. Ця нова технологія дає можливість отримати потенційно безпечне джерело пацієнт-специфічних стовбурових клітин, які можна використовувати для введення у клінічну практику. Р. П. Ланца і компанія «Advanced Cell Technology» почали процес офіційного погодження досліджень, які, на думку експертів, можуть стати першими дослідженнями на людині, у яких задіяні індуковані плюрипотентні стовбурові клітини (iPS), створені шляхом повернення зрілих клітин у стан, подібний до ембріонального. Вони хочуть протестувати тромбоцити (формні елементи крові хребетних, що беруть участь у процесах її згортання), створені з таких перепрограмованих клітин. Тромбоцитам не страшні генетичні дефекти, оскільки вони позбавлені ДНК.

### Клінічні випробування методів лікування сліпоти
Група дослідників, що працює під керівництвом Р. П. Ланца в компанії «Advanced Cell Technology», змогла виростити клітини сітківки ока зі стовбурових клітин. Застосування цієї технології дає змогу вилікувати деякі форми сліпоти , такі як макулярна дегенерація і хвороба Штаргардта. Ці хвороби очей нині є невиліковними і призводять до сліпоти у підлітків, а також у людей похилого віку.
Компанія «Advanced Cell Technology» отримала дозвіл Управління з продовольства і медикаментів США на проведення досліджень на людині, в якихембріональні стовбурові клітини використовуються для лікування дегенеративних захворювань очей. При такому лікуванні захворювань очей стовбурові клітини використовуються для отримання тих клітин сітківки, які підтримують фоторецепторні клітини, що дають людині можливість бачити. Підтримуючі клітини є частиною пігментного епітелію сітківки (retinal pigment epithelium, RPE) і, як правило, саме ці клітини першимми відмирають при віковій макулярній дегенерації та інших хворобах очей, що, у свою чергу, призводить до втрати зору. Колектив під керівництвом Р. П. Ланца виявив, що ембріональні стовбурові клітини людини можуть бути джерелом клітин пігментного епітелію сітківки. У ході подальших досліджень було встановлено, що ці клітини можуть відновлювати зір у лабораторних тварин із макулярною дегенерацією.
В ході досліджень, проведених тією ж дослідною групою, було показано, що лікування за допомогою стовбурових клітин дає довгостроковий позитивний результат у тварин, які втратили зір.. Клітини сітківки поверталися до більш менш нормальному функціонуванню у тварин, які б в іншому випадку осліпли.
У вересні 2011 р. компанія Р. П. Ланца отримала дозвіл Управління з контролю лікарських засобів та виробів медичного призначення (Великобританія) на проведення перших у Європі клінічних випробувань з використанням ембріональних стовбурових клітин людини. Хірурги очної клініки Мурфілдса (Moorfields Eye Hospital), розташованої в Лондоні, будуть вводити здорові клітини сітківки в очі пацієнтів з хворобою Штаргард (макулярної дистрофією Штаргардта). Таким чином, вони сподіваються уповільнити цю хворобу, зупинити її або навіть усунути її негативні наслідки. Перший пацієнт пройшов курс лікування ембріональними стовбуровими клітинами на початку 2012 р. Після лікування цей пацієнт відзначив покращення зору. На думку газети «Ґардіан» (The Guardian), цей результат «є найбільшим науковим досягненням».

### Перші публікації про результати випробувань ембріональних стовбурових клітин на людині
Доктор Р.П. Ланца з колегами з Очного інституту ім. Ж. Стейна (Університет Каліфорнії в Лос-Анджелесі) (UCLA’s Jules Stein Eye Institute) вперше опублікували звіт про результати використання в медицині ембріональних стовбурових клітин людини. Дослідниками були проведені клінічні дослідження, мета яких - встановити безпеку та переносимість пацієнтами субретинальної трансплантації пігментного епітелію сітківки, отриманого з ембріональних стовбурових клітин людини. У дослідженні були задіяні пацієнти з макулярною дистрофією Штаргардта та сухою формою вікової макулярної дегенерації.
Після проведення операції у таких пацієнтів було показано, що трансплантовані клітини закріпилися та зберігаються протягом усього часу спостережень. Дослідники не виявили жодних ознак гіперпроліферації, канцерогенності чи утворення ектопічних тканин у жодного з пацієнтів.
Пацієнти, яким було пересаджено ембріональні стовбурові клітини, сказали, що після проведеної експериментальної процедури їхнє життя змінилося. Протягом 4-місячного періоду спостережень жоден із пацієнтів не втратив зір. Найбільше поліпшення гостроти зору склало від HM до 20/800 (і поліпшення гостроти зору від 0 до 5 літер за таблицею ETDRS для дослідження гостроти зору) у пацієнта з макулярною дистрофією Штаргардта; схоже, зір також покращився у пацієнта із сухою формою вікової макулярної дегенерації. Одна з пацієнток після проведеної операції змогла читати без допомоги потужної лупи і, за наявними даними, вона навіть протягла нитку в голку. Інша пацієнтка стала сама ходити за покупками. Наступна мета, яку ставлять перед собою розробники даного способу лікування, - надавати допомогу пацієнтам на більш ранніх стадіях захворювання, що, можливо, збільшить ймовірність збереження зору.
У жовтні 2014 р., Р. П. Ланця з колегами опублікували додаткову статтю в журналі «The Lancet», в якій вперше показана довгострокова безпека та можлива біологічна активність нащадків плюрипотентних стовбурових клітин в організмі людини за будь-яких хвороб."Не менше двадцяти років вчені мріяли про використання ембріональних стовбурових клітин людини для лікування хвороб", - сказав Гаутам Найк, репортер з питань науки з журналу [Волл-стріт джорнел| The Wall Street Journal], - і цей день нарешті настав... За допомогою ембріональних стовбурових клітин вчені успішно вилікували пацієнтів із серйозними втратами зору». Клітини пігментного епітелію сітківки, отримані з ембріональних стовбурових клітин, були введені у вічі 18 пацієнтів із хворобою Штаргардта або сухою формою вікової макулярної дегенерації. За пацієнтами спостерігали понад три роки, половина пацієнтів змогли бачити на три рядки більше в таблицях для дослідження гостроти зору, що суттєво покращило їхнє щоденне життя..

### Біоцентризм
У 2007 р. у журналі «The American Scholar» вийшла стаття Р. П. Ланца «Нова теорія Всесвіту»(«A New Theory of the Universe»). У статті дано представлення Р. П. Ланца про Біоцентричний всесвіт, відповідно до якого біологію слід розмістити над іншими науками. Книга Р. П. Ланца «Біоцентризм, або Чому життя и свідомість є ключами до розуміння Всесвіту», видана у співавторстві з Б. Берманом у 2009 р. Книга викликала неоднозначну реакцію читачів.

## Нагороди і коментарі громадськості
Р. П. Ланца отримав численні нагороди та широке визнання. У 2014 році він був включений до щорічного списку «Time 100», — це перелік 100 найвпливовіших людей у світі, що складається журналом «TIME Magazine». У 2013 р. Р. П. Ланца отримав премію «Il Leone di San Marco Award in Medicine», яка присуджується Італійським комітетом з культурної спадщини (Italian Heritage and Culture Committee); у 2010 р. він одержав директорську премію Національного інституту здоров'я США (National Institutes of Health , NIH) за «Використання фундаментальних наукових відкриттів у створенні нових та найкращих методів лікування»; у 2010 р. був визнаний виданням BioWorld одним з 28 людей, чиї роботи вплинуть на розвиток біотехнології протягом наступних 20 років; у 2005 р. отримав премію «Rave Award» журналу «Wired magazine» в області медицини за «Роботу в області ембріональних стовбурових клвтин, яка відкриває очі», у 2006 р. — премію «All Star» від журналу «Mass High Tech Journal» в області біотехнології за «підтримку майбутнього стовбурових клітин».

## Публікації
Р. П. Ланца є автором та співавтором книг, у яких розглядаються питання тканинної інженерії, клонування, стовбурових клітин, регенеративної медицини та всесвітньої охорони здоров'я.
Післе семирічної перерви, восени 2020 року була видана нова книга Ланца «Grand Biocentric Design: How Life Creates Reality».

### Книги
- 1984 Heart Transplantation: The Present Status of Orthotopic and Heterotopic Heart Transplantation ISBN 0-85200-862-7
- 1985 Medical Science and the Advancement of World Health ISBN 0-03-071734-5
- 1994 Pancreatic Islet Transplantation: Volume I Procurement of Pancreatic Islets ISBN 1-57059-133-4
- 1994 Pancreatic Islet Transplantation: Volume II Immunomodulation of Pancreatic Islets ISBN 1-57059-134-2
- 1994 Pancreatic Islet Transplantation: Volume III Immunoisolation of Pancreatic Islets ISBN 1-57059-135-0
- 1996 One World: The Health and Survival of the Human Species in the 21st Century ISBN 0-929173-33-3
- 1996 Yearbook of Cell and Tissue Transplantation ISBN 0-7923-3844-8
- 1997 Principles of Tissue Engineering ISBN 1-57059-342-6
- 1999 Cell Encapsulation Technology and Therapeutics ISBN 0-8176-4010-X
- 2000 Xeno: The Promise of Transplanting Animal Organs into Humans ISBN 0-19-512833-8
- 2000 Principles of Tissue Engineering, Second Edition ISBN 0-12-436630-9
- 2002 Methods of Tissue Engineering ISBN 0-12-436636-8
- 2002 Principles of Cloning ISBN 0-12-174597-X
- 2004 Handbook of Stem Cells: Volume 1 Embryonic Stem Cells ISBN 0-12-436642-2
- 2004 Handbook of Stem Cells: Volume 2 Adult and Fetal Stem Cells ISBN 0-12-436644-9
- 2006 Essentials of Stem Cell Biology ISBN 0-12-088442-9
- 2006 Methods in Enzymology: Volume 418 Embryonic Stem Cells ISBN 0-12-373648-X
- 2006 Methods in Enzymology: Volume 419 Adult Stem Cells ISBN 0-12-373650-1
- 2006 Methods in Enzymology: Volume 420 Stem Cell Tools and Other Experimental Protocols ISBN 0-12-373651-X
- 2007 Principles of Tissue Engineering, Third Edition ISBN 0-12-370615-7
- 2008 Principles of Regenerative Medicine ISBN 978-0-12-369410-2
- 2009 Biocentrism: How Life and Consciousness are the Keys to Understanding the Universe ISBN 978-1-933771-69-4
- 2009 Essential Stem Cell Methods ISBN 978-0-12-374741-9
- 2009 Essentials of Stem Cell Biology, Second Edition ISBN 978-0-12-374729-7
- 2009 Foundations of Regenerative Medicine ISBN 978-0-12-375085-3
- 2010 Principles of Regenerative Medicine, Second Edition ISBN 978-0-12-381422-7
- 2012 Handbook of Stem Cells: Volume 1 Embryonic Stem Cells, Second Edition ISBN 0-12-385942-5
- 2012 Handbook of Stem Cells: Volume 2 Adult and Fetal Stem Cells, Second Edition ISBN 978-0-12-385942-6
- 2013 Principles of Cloning, Second Edition ISBN 978-0-12-386541-0
- 2013 Principles of Tissue Engineering, Fourth Edition ISBN 978-0-12-398358-9
- 2013 Essentials of Stem Cell Biology, Third Edition ISBN 978-0-12-409503-8
- 2016 Beyond Biocentrism, Rethinking Time, Space, Consciousness, and the Illusion of Death / by Robert Lanza & Bob Berman
- 2020. The grand biocentric design: how life creates reality. Dallas, TX. ISBN 978-1-950665-40-2.
- 2023. Observer. Stamford, CT. ISBN 1-61188-343-1.